# Palazzo Brentani
Palazzo Brentani, per esteso Palazzo Brentani Greppi, è un palazzo storico situato nel centro di Milano, in via Manzoni al civico 6. Il palazzo è conosciuto anche con il nome di Ca' Brentana, per via di un sonetto dedicato da Carlo Porta al palazzo.

## Storia
Il palazzo venne edificato già prima del 1720 per volontà del conte Giuseppe Brentano e venne abitato stabilmente dalla sua famiglia sino agli inizi dell'Ottocento quando la struttura venne venduta ai conti Greppi.
L'aspetto odierno del palazzo, piuttosto semplice, è dovuto ad una ristrutturazione di Luigi Canonica del 1829.
Il 4 agosto 1848 il palazzo fu al centro del tentato assassinio di Carlo Alberto. Il Re di Sardegna, reduce dalla battaglia di Custoza da cui uscì sconfitto, parlò ai milanesi dalla casa dell'amico Giuseppe Greppi che lo sosteneva; sportosi sul balcone del palazzo per placare una folla che si era radunata lì sotto per protestare contro l'imminente armistizio con l'esercito austriaco, fu di poco mancato da un colpo di fucile.
Il palazzo, dopo un ultimo restauro compiuto nel 1935 da Giuseppe De Finetti, ospita attualmente le Gallerie d'Italia - Milano.

## Descrizione
La facciata, divisa da cornici in tre fasce, è ornata tra il primo e il secondo piano da caratteristici medaglioni neoclassici rappresentanti illustri uomini italiani come Alessandro Volta o Leonardo da Vinci. Il portone è sormontato dal balcone al primo piano, d'obbligo nei palazzi signorili situati in grandi vie per assistere a sfilate e processioni.

## Galleria d'immagini

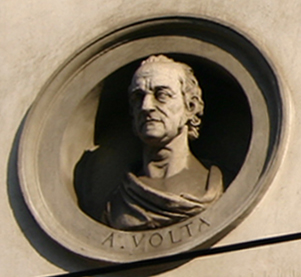
Alessandro Volta
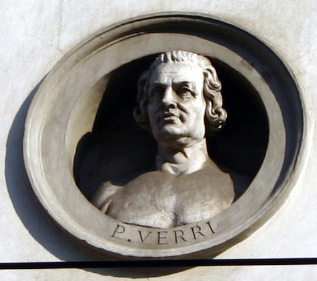
Pietro Verri
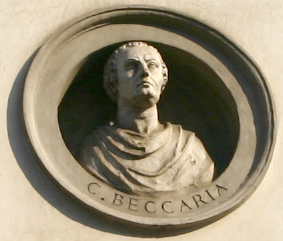
Cesare Beccaria
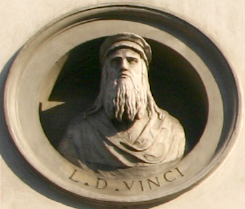
Leonardo Da Vinci
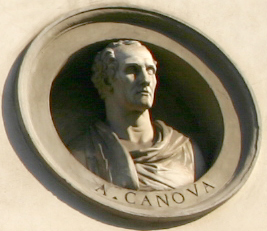
Antonio Canova
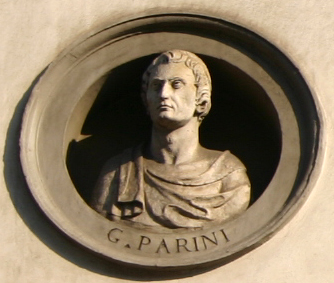
Giuseppe Parini